# Tropidophlebia costalis
Tropidophlebia costalis är en insektsart som först beskrevs av Herrich-schaeffer 1850.  Tropidophlebia costalis ingår i släktet Tropidophlebia, och familjen fröskinnbaggar. Enligt den finländska rödlistan är arten sårbar i Finland. Arten är reproducerande i Sverige. Artens livsmiljö är torra gräsmarker.